# Campionato europeo di baseball 1956
Il campionato europeo di baseball 1956 è stato la terza edizione del campionato continentale. Si svolse a Roma, in Italia, fra il 10 e il 15 luglio 1956, e fu vinto dai Paesi Bassi, alla loro prima affermazione in ambito europeo.

## Squadre partecipanti
- Belgio
- Germania Ovest
- Italia
- Paesi Bassi
- Spagna

## Risultati
|    | Team           | V - P | Pf - Ps | %     |
| -- | -------------- | ----- | ------- | ----- |
| 1. | Paesi Bassi    | 4 - 0 | 23 - 8  | 1.000 |
| 2. | Belgio         | 3 - 1 | 27 - 8  | 0.750 |
| 3. | Italia         | 2 - 2 | 18 - 24 | 0.500 |
| 4. | Spagna         | 1 - 3 | 17 - 31 | 0.250 |
| 5. | Germania Ovest | 0 - 4 | 11 - 25 | 0.000 |

| Roma luglio 1956 | Belgio | 14 – 3 | Spagna |  |

| Roma luglio 1956 | Belgio | 10 – 2 | Germania Ovest |  |

| Roma luglio 1956 | Belgio | 3 – 2 | Italia |  |

| Roma luglio 1956 | Belgio | 0 – 1 | Paesi Bassi |  |

| Roma luglio 1956 | Spagna | 5 – 4 | Germania Ovest |  |

| Roma luglio 1956 | Spagna | 5 – 7 | Italia |  |

| Roma luglio 1956 | Spagna | 4 – 6 | Paesi Bassi |  |

| Roma luglio 1956 | Germania Ovest | 3 – 7 | Italia |  |

| Roma luglio 1956 | Germania Ovest | 2 – 3 | Paesi Bassi |  |

| Roma luglio 1956 | Italia | 2 – 13 | Paesi Bassi |  |

## Classifica finale
| Campione d'Europa | Campione d'Europa |
| ----------------- | ----------------- |
| Paesi Bassi       |                   |
| Argento           | Belgio            |
| Bronzo            | Italia            |
| 4.                | Spagna            |
| 5.                | Germania Ovest    |